# 1º meridiano ovest
Il 1º meridiano Ovest di Greenwich è una linea di longitudine che parte dal Polo nord, attraversando il Mar Glaciale Artico, l'Oceano Atlantico, l'Europa, l'Africa, l'Oceano antartico e l'Antartide, arrivando al Polo sud.
Il meridiano opposto al 1º meridiano Ovest è il 179º meridiano Est.

## Territori ed Aree attraversate
Da Nord a Sud il meridiano attraversa:
| Coordinate     | Stato, Territorio o Mare | Note                                                                                |
| -------------- | ------------------------ | ----------------------------------------------------------------------------------- |
| 90°00′N 1°00′W | Mar Glaciale Artico      |                                                                                     |
| 81°42′N 1°00′W | Oceano Atlantico         |                                                                                     |
| 60°42′N 1°00′W | Regno Unito              | Scozia — Isole di Yell e di Hascosay, Shetland                                      |
| 60°36′N 1°00′W | Mare del Nord            |                                                                                     |
| 60°22′N 1°00′W | Regno Unito              | Scozia — Isola di Whalsay, Shetland                                                 |
| 60°20′N 1°00′W | Mare del Nord            | Passando poco ad est dell'isola di Noss, Scozia, Regno Unito (60°08′N 1°01′W)       |
| 54°36′N 1°00′W | Regno Unito              | Inghilterra — Toccando terra poco a ovest di Saltburn-by-the-Sea, North Yorkshire   |
| 50°47′N 1°00′W | Canale della Manica      | Passando poco ad est dell'Isola di Wight, Inghilterra, Regno Unito (50°41′N 1°04′W) |
| 49°24′N 1°00′W | Francia                  |                                                                                     |
| 42°59′N 1°00′W | Spagna                   | Passando poco ad ovest di Cartagena (37°36′N 0°59′W)                                |
| 37°35′N 1°00′W | Mar Mediterraneo         |                                                                                     |
| 35°41′N 1°00′W | Algeria                  |                                                                                     |
| 32°32′N 1°00′W | Marocco                  | Per circa 1 km nell'estremo oriente del Paese                                       |
| 32°31′N 1°00′W | Algeria                  |                                                                                     |
| 22°33′N 1°00′W | Mali                     |                                                                                     |
| 14°51′N 1°00′W | Burkina Faso             |                                                                                     |
| 10°59′N 1°00′W | Ghana                    |                                                                                     |
| 5°12′N 1°00′W  | Oceano Atlantico         |                                                                                     |
| 60°00′S 1°00′W | Oceano antartico         |                                                                                     |
| 68°52′S 1°00′W | Antartide                | Terra della Regina Maud — rivendicata dalla Norvegia                                |